# Kalle Kriit
Kalle Kriit (Elva, 13 novembre 1983) è un ex ciclista su strada estone, professionista nelle stagioni 2008, 2010 e 2011 e campione nazionale in linea nel 2010. È soprannominato Estonian Emperor (Imperatore estone).

## Palmarès
- 2010

Campionati estoni, Prova in linea

## Piazzamenti

### Grandi Giri
- Giro d'Italia

2010: 98º

### Competizioni mondiali
- Campionati del mondo

Plouay 2000 - In linea Juniores: 91º
Lisbona 2001 - In linea Juniores: 71º
Madrid 2005 - In linea Under-23: ritirato
Melbourne 2010 - In linea Elite: ritirato